# Абросимов, Павел Васильевич
Па́вел Васи́льевич Абро́симов (14 [27] декабря 1900, Коренная, Курская губерния — 21 марта 1961, Москва) — советский архитектор. Лауреат Сталинской премии первой степени (1949). Член ВКП(б) с 1944 года.

## Биография
Родился в семье рабочего-слесаря в местечке Коренная пустынь (ныне Свобода Курской области). Сам Абросимов в анкетах указывал местом рождения Харьков. Попав с отцом в Баку десятилетним мальчиком, работал маслёнщиком на частных нефтепромыслах. Затем, окончив городское начальное техническое училище, в 1915 году поступил в Бакинское политехническое училище, где в 1919 году окончил архитектурно-строительное отделение. Трудовую деятельность начал в 1916 году в качестве техника-строителя и участвовал в реконструкции здания Бакинского университета.
В 1918 году в период Бакинской коммуны участвовал в обороне Баку от наступавших турецких и немецких частей. Состоял в коммунистическом отряде, вступил в члены РКП(б).
В апреле 1920 года Бакинским комитетом ВКП(б) откомандирован в Москву в Высшую партийную школу при Университете им. Л. М. Свердлова и на курсы политпросветработы. Окончил их в сентябре 1920 года и был откомандирован в распоряжение Северо-Кавказского крайкома партии, который направил его на Кубань, в станицу Славянскую. В августе 1921 года по собственному желанию был отозван в распоряжение Бакинского комитета.
Однако художественные наклонности приводят будущего архитектора в Бакинский политехнический институт, на архитектурное отделение и одновременно в художественные мастерские Азербайджана на живописное отделение. За отказ выехать на партработу в район и несогласованный с Бакинским комитетом уход в высшее учебное заведение исключён из членов ВКП(б) в октябре 1921 года.
В период с 1921 по 1923 год работ в качестве художника агитматерской КП Азербайджана, помощником художника-декоратора в театрах Баку, техником-строителем Коммунального отдела Бакинского совета.
В 1923 году, окончив художественные мастерские, переводится со 2-го курса Бакинского политехнического института на Архитектурный факультет ВХУТЕИНа (быв. Императорская Академия художеств) в Петрограде-Ленинграде, который оканчивает в 1928 году, получив звание архитектора-художника. В бытность свою в Академии в течение двух лет был секретарём деканата факультета от студенчества.

### Работа в Ленинграде

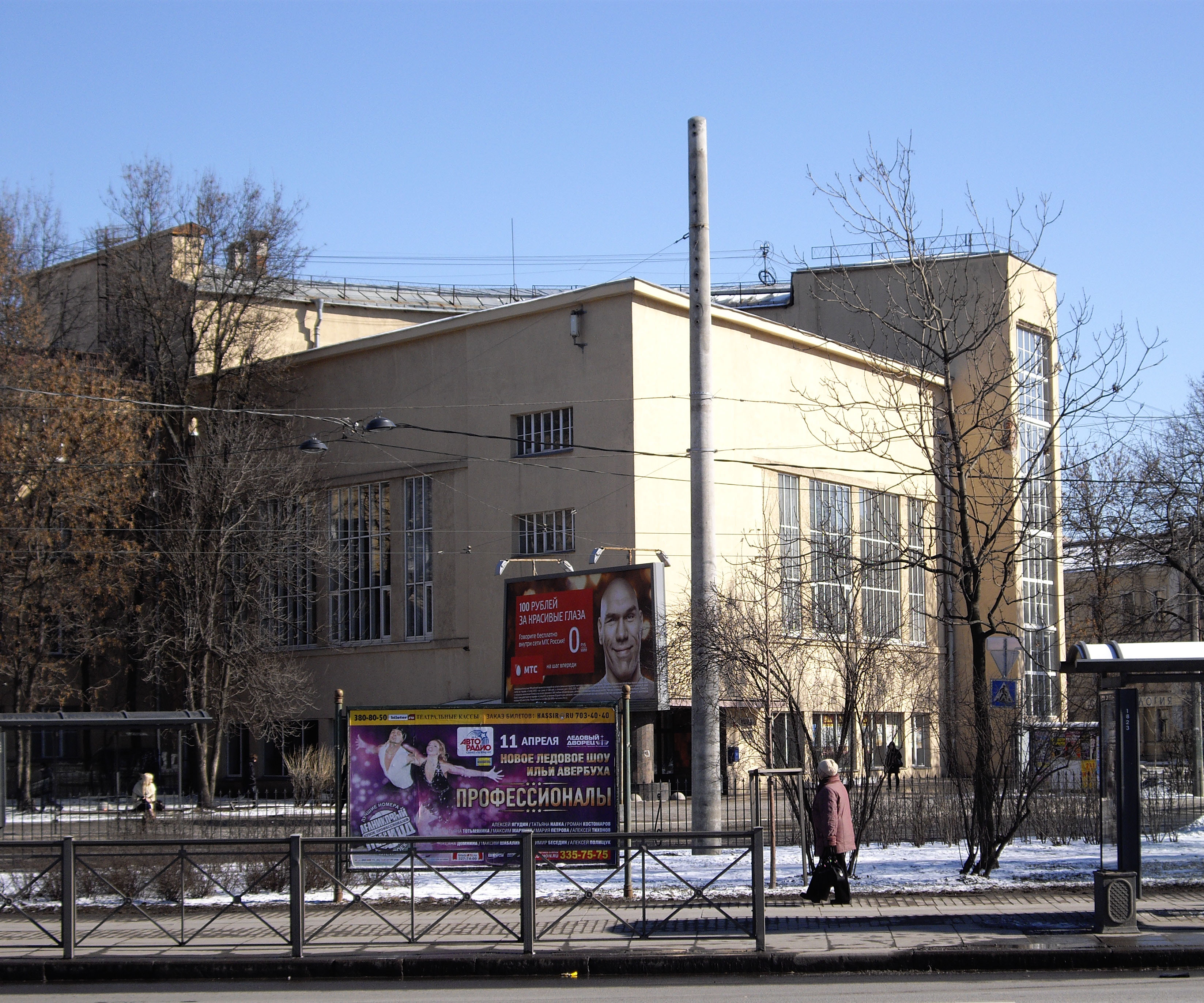
Бывший Институт сигнализации и связи (Кронверкский, 9)

Начало практической деятельности П. В. Абросимова относится к 1924 году, когда он ещё студентом пробует свои силы в области проектирования в производственном отделе Академии художеств, сотрудничает в мастерской В. А. Щуко и С. С. Серафимова. После окончания института Абросимов поступает на работу в архитектурные мастерские Ленсовета (мастерская Г. А. Симонова) и работает там с 1927 по 1933 год. Одновременно участвует в ряде архитектурных конкурсов в архитектурных работах академика В. А. Щуко, А. Е. Белогруда, С. С. Серафимова, Г. А. Симонова,
В соавторстве с Т. Д. Каценеленбоген (при консультации Г. А. Симонова) в 1929 году самостоятельно участвует во всесоюзном конкурсе и разрабатывает проект жилого массива транспортной академии РЖСКТ «Ленинградский печатник» и получает 3 премию. Первую премию получает Левинсон Е. А. в соавторстве с Фоминым И. И.
Вместе с архитекторами Г. А. Симоновым, А. Ф. Хряковым и другими он проектирует и строит ряд жилых комплексов и отдельных зданий, среди которых жилой дом бывшего Общества бывших политкаторжан (построен в 1930—1933 годах).
К этому же времени относятся проекты стадиона в Баку (конкурсный проект, 1-я премия, совместно с архитекторами А. Е. Аркиным и В. Б. Менькомовой, 1930 г.), заводоуправления металлургического завода в Кузбассе (совместно с архитекторами Л. М. Поляковым и А. Ф. Хряковым, 1931 г.), гостиница в Свердловске 1931, заводоуправление центральных трамвайных мастерских капитального ремонта в Удельной (совместно с А. Ф. Хряковым, 1931 г.), центральные трамвайные мастерские в Удельной (совместно с А. Ф. Хряковым, 1931 г.).
В 1932 году участвует совместно с группой архитекторов (В. Б. Лесман, В. В. Степанов, И. В. Ткаченко, А. Ф. Хряков) в конкурсном проекте Центрального зоопарка в Ленинграде, где получает вторую премию.
На Кронверкском проспекте, 9 в соавторстве с Г. А. Симоновым он проектирует комплекс зданий Института сигнализации и связи, впоследствии Транспортной академии (проект 1932 года, построен в 1933—1935 гг.). В плане образует силуэт серпа и молота. С конца XX века используется как студенческое общежитие Строительного факультета ЛИИЖТ (ныне ПГУПС). Одним из наиболее важных проектов П. В. Абросимов так же считает проект жилого дома специалистов в Ленинграде (в соавторстве с Г. А. Симоновым, А. Ф. Хряковым) и жилой дом для работников милиции в Ленинграде (1933). Оба произведения остались только на бумаге.
С 1931 года по 1933 состоит ассистентом кафедры архитектурного проектирования и ведёт преподавание на архитектурном факультете в Архитектурном институте в Ленинграде.
В Ленинграде жил и работал до 1933 года.

### Москва
В августе 1933 году постановлением Совета Строительства Дворца Советов П. В. Абросимов вместе с группой архитекторов В. Г. Гельфрейха, В. А. Щуко откомандирован в Москву для работы над проектированием Дворца Советов. В период с 1933 года по 1941 год основной творческой деятельностью являлась работа над проектом Дворца Советов.
Творческая деятельность Абросимова отличалась большим многообразием архитектурных тем. Он является участником таких значительных работ, как конкурсный проект Дома Наркомтяжпрома на Красной площади в Москве, конкурсный проект комплекса зданий АН СССР, конкурсный проект административного здания в Киеве (совместно с И. А. Фоминым и другими), станции метро «Завод им. Сталина» (1939 г.; соавтор А. П. Великанов; конкурс). 
С первых дней Великой Отечественной войны работал на оборонительном строительстве в районе Вязьмы, затем участвует в строительстве Уральского алюминиевого завода в городе Каменск-Уральский. В конце 1943 года П. В. Абросимов возвращается в Москву. Ему поручают реконструкцию здания МАДТ имени Е. Б. Вахтангова на Арбате, пострадавшего во время бомбёжек. Создав широкую галерею вдаль главного фасада, здания, архитектор как бы раздвинул границы участка, придал общему композиционному построению пространственный характер.
Как и другие ведущие архитекторы, был привлечён к участию в строительстве московских высотных зданий. Он является одним из авторов проекта комплекса МГУ имени М. В. Ломоносова на Ленинских горах.
В 1961 году, 21 февраля в 19:30, в Центральном доме архитектора начался творческий вечер, посвящённый шестидесятилетию со дня рождения и сорокалетию творческой деятельности Мастера. Умер 21 марта 1961 года. Похоронен в Москве на Новодевичьем кладбище (участок № 8).
Вместе с ним похоронена его супруга Валентина Владимировна Абросимова (Волк) (1906—1980), тётя известного художника Владимира Алексеевича Волка (4 августа 1939 — 3 ноября 2015)

### Баку
Проект стадиона в Баку (конкурсный проект, 1 премия, совместно с архитекторами А. Е. Аркиным и В. Б. Мелькомовой, 1930 г.).
Вёл большую общественную работу. С 1953 по 1955 годы — член Государственного Комитета Совета Министров СССР по строительству. В 1955 году избран ответственным секретарём Союза архитекторов СССР. В год своего пятидесятилетия избран член-корреспондентом Академии архитектуры СССР, а в 1956 году — действительным членом Академии строительства и архитектуры СССР.

## Память
В 2021 году в азербайджанском издательстве Gabala Image Press вышла книга, посвященная творчеству Павла Абросимова «Major art reflections» («Важные размышления об искусстве», автор-составитель И. А. Низерли).

## Награды и премии
- Сталинская премия первой степени (1949) — за архитектуру 26-этажного здания МГУ имени М. В. Ломоносова на Ленинских горах[9]
- два ордена Трудового Красного Знамени
- медали

## Статьи П. В. Абросимова в печатных изданиях
- Стилобат Дворца Советов // Архитектурная газета. — 1938. −7 ноября(№ 62 (291)). — С. 3.
- Проектирование и строительство Дворца Советов // Архитектура СССР. — 1939. — № 1. — С. 20-23.
- Творческие уроки строительства метро // Архитектура СССР. — 1940. — № 6. — С. 1-3.
- Улица Горького // Архитектура СССР. — 1940. — № 4.
- Новый сквер на Пушкинской площади // Городское хозяйство Москвы. — 1950. — № 9.
- Строительство высотного здания Московского государственного университета // Городское хозяйство Москвы. — 1952. — № . (совместно с А. В. Воронковым)
- Некоторые нерешённые вопросы реконструкции Москвы // Архитектура и строительство Москвы. — 1953. — № 6.
- Сообщение на IV конгрессе Международного союза архитекторов
- О нормах и условиях жилищного строительства в СССР и путях его осуществления, 1955
- Творческие задачи советской архитектуры // Архитектура СССР. — 1955. — № 12.
- Доклад на II съезде советских архитекторов, 1955 г. «Памятники славы и победы русского народа» // Архитектура и строительство Москвы — 1957. — № 1.
- На пути большого подъёма // Архитектура СССР. — 1957. — № 10
- Важный этап в развитии советской архитектуры // Архитектура СССР. — 1958. — № 5
- Творческие поиски архитекторов и строителей // газета Правда , 6 июня 1960.